# Imogen Grant
Imogen Daisy Grant (n. 26 februarie 1996, Cambridge, Anglia, Regatul Unit) este o campioană mondială britanică la categoria ușoară și campioană olimpică.

## Tinerețe
Grant a crescut în Bar Hill, Cambridge, unde a urmat cursurile Perse School for Girls apoi a studiat medicina la Trinity College Cambridge.

## Canotaj
Grant a câștigat o medalie de bronz la Campionatele Mondiale de canotaj din 2018 de la Plovdiv, Bulgaria, la vâsle ușoare simple , iar anul următor a câștigat o altă medalie de bronz la Campionatele Mondiale de canotaj din 2019 de la Ottensheim, Austria, dar de data aceasta ca parte a vâsle duble ușoare cu Emily Craig.
În 2021, a câștigat o medalie europeană de argint la dublu scull la categoria ușoară la Varese, Italia.
Cu echipa de la Cambridge, ea a câștigat cursa de bărci 2022 Oxford–Cambridge University.
La regata de Cupa Mondială a III-a din 2022 de la Lucerna, Elveția, a câștigat aurul și a stabilit cel mai bun timp din lume la simplu feminin de simplu, de 7:23.36.
Ea a câștigat o medalie de aur la duble sculls ușoare la Campionatele Europene de canotaj din 2022  și la Campionatele Mondiale de canotaj din 2022.
La Campionatele Mondiale de canotaj din 2023 de la Belgrad, a câștigat medalia de aur la Campionatul Mondial la vârste duble feminine, cu Emily Craig.

### Medalia olimpică de aur
La Jocurile Olimpice de vară din 2024, Grant și Emily Craig au câștigat medalia de aur la proba dublă feminină, ultima dată când evenimentul a avut loc la Jocurile Olimpice.

## Alte
Grant are o diplomă în fiziologie, dezvoltare și neuroștiință și medicină și un master în obstetrică și ginecologie de la Universitatea din Cambridge. Lucrează ca medic din august 2024.